# Hans H. Bass
Hans H. Bass (Hans-Heinrich Bass), né le 1er avril 1954 à Kamen, est un historien de l'économie et professeur des universités allemand, enseignant l'économie et l'histoire économique.

## Positions scientifiques et politiques
Bass représente un approche « hétérodoxe » celui qui initialement plutôt néo-marxiste, plus tard que  néo-Schumpeter l'emporte sur les influences. En tant qu'étudiant de Richard H. Tilly il est méthodique dans l'histoire économique de la cliometrie. Il compte - avec Michaela von Freyhold, Robert Kappel, Karl Wohlmuth et d'autres - à l'« École de Brême » de l'économie du développement.
Bass préconise un  changement écologique  dans l'économie agricole mondiale, une politique industrielle orientée vers l'innovation et destinée aux petites et moyennes entreprises et pour un meilleur contrôle des sociétés transnationales et des marchés financiers internationaux par la communauté internationale.